# Monastère du Sauveur-Sainte-Euphrosyne
Le monastère du Sauveur-Sainte-Euphrosyne (Спасо-Евфросиниевский монастырь) est un monastère féminin orthodoxe situé à Polotsk. C'est l'un des plus anciens de Biélorussie.

## Histoire
Le monastère est fondé par sainte Euphrosyne (princesse de Polotsk) en 1125, après avoir résidé à l'église de la Transfiguration de Seltse. C'est en ce monastère que la sœur d'Euphrosyne prend le voile : Eudoxie (dans le monde Godislava Sviatoslavna), ainsi que leur cousine germaine Eupraxie (dans le monde Zvenislava Borrisovna), fille unique du prince Boris Vseslavitch. Euphrosyne fait ériger une église de pierre dédiée à la Transfiguration du Sauveur. Elle est construite par maître Johann. C'est l'une des plus anciennes de la ville. Sainte Euphrosyne fait don d'une croix d'autel d'or contenant de nombreuses reliques, œuvre de l'orfèvre Lazare Bogcha.
Cette croix sortit du monastère au XIIIe siècle, mais elle lui fut rendue par Ivan le Terrible en 1563, après le siège de Polotsk. Après la prise de Polotsk par Étienne Bathory en 1580, la croix est donnée aux jésuites qui sont en possession du monastère à partir de 1582. Elle retourne aux orthodoxes en 1654, jusqu'en 1667 lorsqu'elle est de nouveau en possession des jésuites par la Trêve d'Androussovo.

## XIXesiècle
Les jésuites sont chassés de Polotsk en 1820 et entre 1820 et 1832, le monastère est un couvent piariste. Celui-ci est dissous par les autorités impériales en 1832. Le monastère orthodoxe est rétabli en 1840 et la croix lui est rendue en 1841.
Dans les années 1840, l'antique monastère entre dans une phase de rayonnement et il ouvre une école religieuse féminine. Sous l'higouménia (supérieure) Claudia, l'on construit l'église-réfectoire (1847-1858). Les moniales du monastère de la Dormition de Tadoulino ont été placées sous la juridiction du monastère du Sauveur-Sainte-Euphrosyne après être devenu un monastère féminin en 1888.

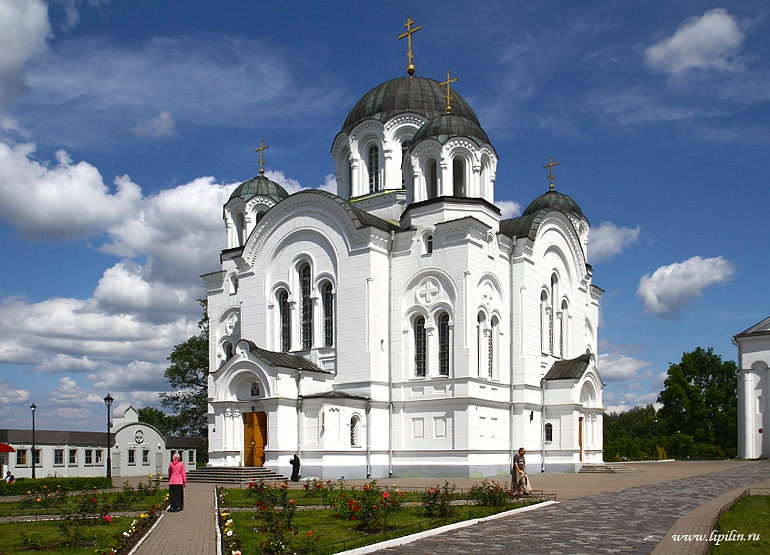
Église de l'Exaltation de la Croix.

Sous l'higouménat d'Eugénie (Govorovitch), l'on construit en 1897 l'imposante église de l'Exaltation-de-la-Croix avec cinq coupoles, en style néo-byzantin, selon les plans de l'architecte V.F. Korchikov. Du 19 avril au 23 mai 1910, se déroulent les cérémonies de translation des reliques de sainte Euphrosyne qui se trouvaient auparavant à la laure des Grottes de Kiev.

## XXesiècle
En 1921, le monastère est fermé par les bolchéviques et la communauté de 146 religieuses (qui s'était regroupée en coopérative agricole liquidée en 1928) est liquidée en 1924. L'ensemble est dévolu à l'armée. La croix d'Euphrosyne est réquisitionnée et transférée à Minsk en 1928, puis à Moguilev en 1929. En 1941, lorsque la guerre éclata, la croix disparut et ne fut jamais retrouvée. L'occupant allemand permet aux religieuses de réorganiser le monastère dans une partie des édifices, l'autre étant réquisitionnée par la Kommandantur. L'église de l'Exaltation de la Croix servait de prison militaire.

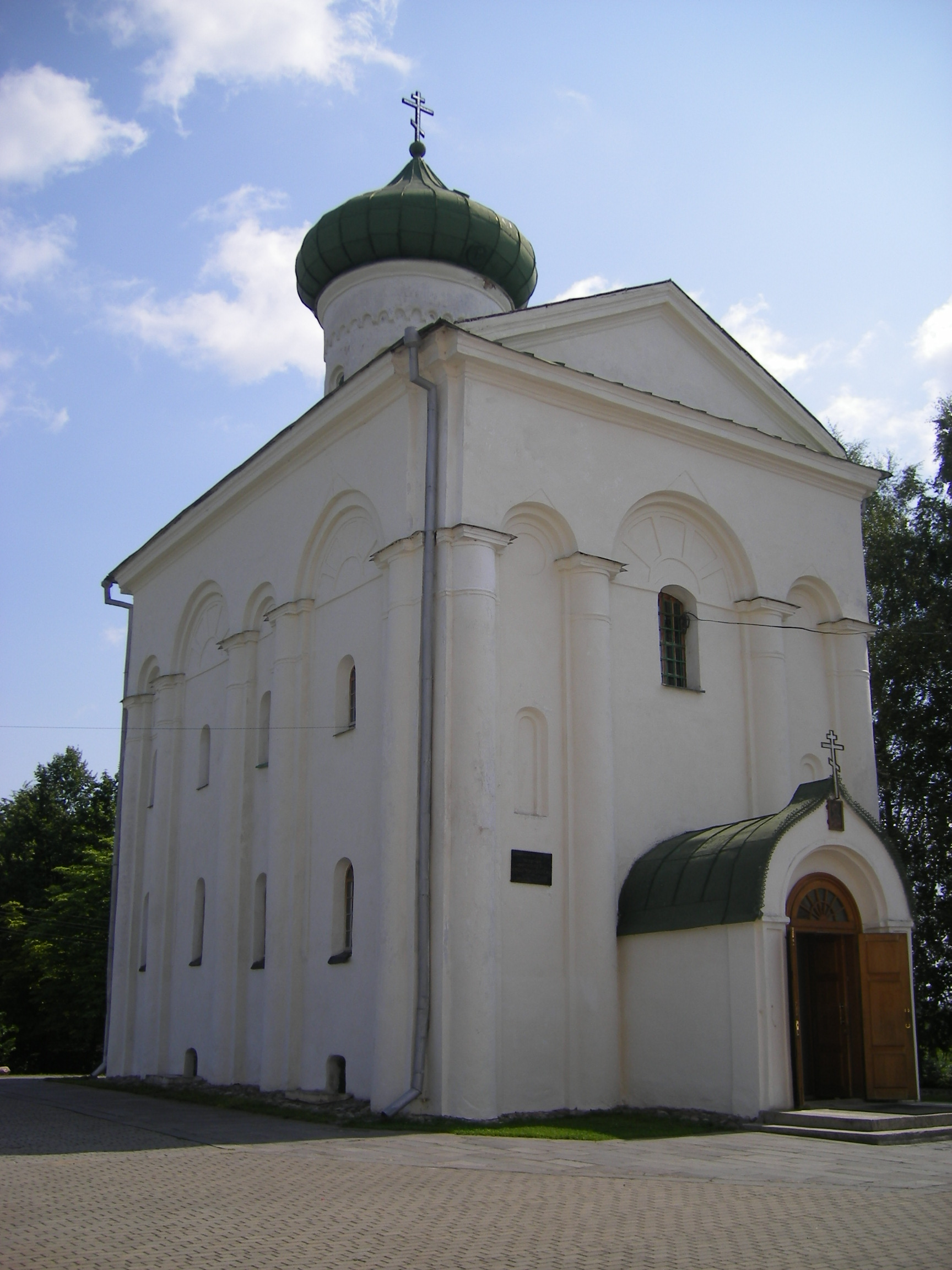
Église de la Transfiguration.

Les religieuses demeurent au monastère jusqu'en 1960, lorsqu'il est fermé une seconde fois par les autorités soviétiques dans une période où l'athéisme d'État est prôné par Nikita Khrouchtchev. Les religieuses sont transférées au monastère de Jirovitchi. Seule l'église de la Transfiguration reste ouverte. C'est en outre la seule à avoir la permission de rester ouverte à Polotsk, même si le projet d'en faire un planétarium menace de 1985 à 1989.

## Réouverture
Le 6 juillet 1989, le Saint-Synode de l'Église orthodoxe russe décrète la réouverture du monastère, les relations de l'État commençant un processus de normalisation. C'est le début de grands travaux de restauration. Il y avait 82 moniales en 2012.